# Правило вінілогії
Правило вінілогії (рос. принцип винилогии, англ. vinylogy rule) — вплив на реактивний центр функціональної групи, відокремленої від нього одним або декількома кон'югованими подвійними зв'язками, є таким, як i тоді, коли цей реактивний центр знаходиться в α-положенні. Напр., альдегідна група активує метильну групу в кротоновому альдегіді (вінілог оцтового альдегіду), як в оцтовому.